# Josef Friedrich Remberg
Josef Friedrich Remberg (* 23. Juni 1918 in Fretter; † 29. März 1991 in Münster) war ein deutscher Offizier der Luftwaffe der Wehrmacht und später der Luftwaffe der Bundeswehr. Er ging als Generalmajor in den Ruhestand.

## Leben
Remberg, Sohn eines Landwirtes, trat am 1. November 1937 in die Luftwaffe der Wehrmacht ein. Am 1. August 1939, bei seiner Beförderung zum Leutnant, befand er sich in der Flugzeugführerschule auf dem Fliegerhorst Alt-Lönnewitz. 1940 besuchte er die Luftkriegsschule in Dresden, bevor er ab 30. März 1941 Technischer Offizier in einem Geschwader wurde. Am 1. November 1941 erreichte ihn die Beförderung zum Oberleutnant und am 29. Dezember wurde er mit dem Ehrenpokal für besondere Leistung im Luftkrieg ausgezeichnet. Am 14. April 1942, inzwischen war er zur 2. Staffel der Fernaufklärungsgruppe 11 (2.(F)/Aufkl.Gr. 11) gewechselt, bekam er das Deutsche Kreuz in Gold ausgehändigt. Ab 23. September 1943 diente er im Stab des VIII. Fliegerkorps erst dem Ersten Generalstabsoffizier und später dem Dritten Generalstabsoffizier. Dort erhielt er am 25. Februar 1944 das Ritterkreuz des Eisernen Kreuzes. Nachdem er am 1. Juni 1944 zum Hauptmann befördert wurde, übernahm er ab September 1944 die Aufgabe eines Staffelkapitäns in der 2.(F)/Aufkl.Gr. 11. Dort erlebte er auch das Kriegsende.
Remberg trat im September 1957 in die Luftwaffe der Bundeswehr ein. Von Oktober 1968 bis 1971 war er Deutscher Militärischer Bevollmächtigter USA und Kanada. Sein Nachfolger wurde Brigadegeneral Hans Dölling. Ab Oktober 1971 war er bis zu seinem Ruhestand Kommandeur der Luftwaffenunterstützungsgruppe Nord (Münster). Am 30. September 1978 ging er als Generalmajor in den Ruhestand.
1975 wurde ihm das Bundesverdienstkreuz 1. Klasse verliehen.